# Mihalyászatanya
Mihalyászatanya (románul: Ivăneasa) település Romániában, Erdélyben, Beszterce-Naszód megyében.

## Fekvése
Nagyilva mellett fekvő település.

## Története
Mihalyászatanya, Ivăneasa korábban Nagyilva része volt. 1956-ban vált külön településsé 786 lakossal.
1966-ban 721, 1977-ben 763, a 2002-es népszámláláskor 601 román lakosa volt.